# Кинофестиваль трёх континентов
Кинофестиваль трёх континентов (фр. Festival des 3 Continents) — ежегодный кинофестиваль, посвящённый национальному кинематографу стран Азии, Африки и Латинской Америки. Проводится с 1979 года в Нанте, Франция.
Фестиваль был основан Филиппом и Аланом Жалладо. Фестиваль сотрудничает с организацией «Produire au Sud» (с фр. — «Продюсеры Юга»), которая занимается спонсированием производства независимых фильмов в Азии, Африке и Латинской Америке.
Главный приз конкурсной программы — «Золотой Монгольфьер» (фр. Montgolfière d'or). Второй по значимости приз — «Серебряный Монгольфьер» (фр. Montgolfière d'argent). Также вручаются призы за лучшую мужскую и лучшую женскую роли и «Приз города Нант» за режиссуру.
Среди победителей фестиваля — Цзя Чжанкэ, Хоу Сяосянь, Хирокадзу Корээда, Амир Надери и Бахтияр Худойназаров; в конкурсе в разное время также участвовали Сулейман Сиссе, Аббас Киаростами, Вонг Карвай, Цай Минлян.